# Paracercomonas
Paracercomonas ist eine Gattung freilebender Flagellaten. Sie wurde 2006 von der Gattung Cercomonas abgetrennt. Sie kommen in Boden und Wasser vor.

## Merkmale
Die Einzeller sind gleitende Flagellaten mit einem sehr flexiblen Körper. Sie bilden an jeder Stelle der Zelle verschieden geformte Pseudopodien, darunter auch verzweigte Filopodien. Während der Bewegung berühren die Zellen den Untergrund. Die vordere Geißel vollführt langsame, rudernde Bewegungen, die hintere wird eher passiv nachgeschleppt. 
Einige Arten haben einen komplexen Lebenszyklus, der vielkernige Plasmodien und Zysten umfasst. Die Mitochondrien besitzen Cristae in der Form von rundlichen Tubuli. 
Von den nah verwandten Gattungen Cercomonas und Eocercomonas unterscheiden sie sich durch das Vorhandensein von cartwheels an beiden Zentriolen sowie durch molekulargenetische Merkmale.

## Systematik
Die Gattung Paracercomonas wurde 2006 von der Gattung Cercomonas abgetrennt. Sie ist zusammen mit einigen unbeschriebenen Arten die Schwestergruppe des Paares Cercomonas und Eocercomonas: 
|  | Klade A1 = Cercomonas   |
|  |                         |
|  | Klade A2 = Eocercomonas |
|  |                         |

|  | Klade B1 = Paracercomonas    |
|  |                              |
|  | zwei unbenannte Cercomonaden |
|  |                              |

|  | Klade A1 = Cercomonas   |
|  |                         |
|  | Klade A2 = Eocercomonas |
|  |                         |

|  | Klade B1 = Paracercomonas    |
|  |                              |
|  | zwei unbenannte Cercomonaden |
|  |                              |

Zur Gattung gehören folgende Arten: 
- Paracercomonas marina
- Paracercomonas ekelundi
- Paracercomonas metabolica

## Belege
- Serguei A. Karpov, David Bass, Alexander P. Mylnikov, Thomas Cavalier-Smith: Molecular Phylogeny of Cercomonadidae and Kinetid Patterns of Cercomonas and Eocercomonas gen. nov. (Cercomonadida, Cercozoa). Protist, Band 157, 2006, S. 125–158, doi:10.1016/j.protis.2006.01.001